# Hynobius kimurae
Hynobius kimurae és una espècie d'amfibi urodel de la família dels hinòbids. És endèmica del Japó. El seu hàbitat natural són boscos temperats i rius.